# 174 (liczba)
174 (sto siedemdziesiąt cztery) – liczba naturalna następująca po 173 i poprzedzająca 175.

## W matematyce
- 174 jest liczbą sfeniczną[1]
- 174 jest liczbą bezkwadratową[2]
- 174 nie jest liczbą palindromiczną, czyli liczbą czytana w obu kierunkach, w pozycyjnych systemach liczbowych od bazy 2 do bazy 16
- 174 należy do pięciu trójek pitagorejskich (120, 126, 174), (174, 232, 290), (174, 832, 850), (174, 2520, 2526), (174, 7568, 7570).

## W nauce
- liczba atomowa unseptquadium (niezsyntetyzowany pierwiastek chemiczny)
- galaktyka NGC 174
- planetoida (174) Phaedra
- kometa krótkookresowa 174P/Echeclus

## W kalendarzu
174. dniem w roku jest 23 czerwca (w latach przestępnych jest to 22 czerwca). Zobacz też co wydarzyło się w roku 174, oraz w roku 174 p.n.e.